# Şebnem Hassanisoughi
Şebnem Hassanisoughi (* 7. Dezember 1985 in Istanbul) ist eine türkische Schauspielerin.

## Leben und Karriere
Hassanisoughi wurde am 7. Dezember 1985 in Istanbul geboren. Ihr Debüt gab sie 2008 in der Fernsehserie  Dantel. Danach spielte sie 2010 in der Serie Kılıç Günü mit. 2011 bekam sie eine Rolle in Firar. Außerdem war sie in den Serien Tatar Ramazan: Ben Bu Oyunu Bozarim, Bana Artik Hicran De und Bulanti zu sehen. Zwischen 2015 und 2016 wurde sie für Poyraz Karayel und Vatanım Sensin gecastet. Unter anderem trat sie in Kelebekler auf. 2018 bekam sie die Hauptrolle in Nefes Nefese.

## Filmografie (Auswahl)
Filme
- 2011: Geriye Kalan
- 2013: Eve Dönüş: Sarıkamış 1915
- 2013: Salıncak
- 2015: Bulantı
- 2016: Siyah Karga
- 2018: Lifeboat

Serien
- 2008: Dantel
- 2010: Kılıç Günü
- 2011: Firar
- 2012–2013: Kayıp Şehir
- 2013–2014: Tatar Ramazan
- 2014: Bana Artık Hicran De
- 2015–2016: Poyraz Karayel
- 2016–2017: Vatanım Sensin
- 2021: Metot
- 2022: Manno-Pause (Andropoz)
- 2022: Hot Skull (Sıcak Kafa)
- 2023: The Actress (Aktris)